# 1996-os Formula–1 argentin nagydíj
Az argentin nagydíj volt az 1996-os Formula–1 világbajnokság harmadik futama.

## Futam
| Helyezés | #  | Versenyző             | Csapat/Motor       | Futott körök | Idő/Kiesés oka | Rajthely | Pontszám |
| -------- | -- | --------------------- | ------------------ | ------------ | -------------- | -------- | -------- |
| 1        | 5  | Damon Hill            | Williams-Renault   | 72           | 1:54:55,322    | 1        | 10       |
| 2        | 6  | Jacques Villeneuve    | Williams-Renault   | 72           | +12,167        | 3        | 6        |
| 3        | 3  | Jean Alesi            | Benetton-Renault   | 72           | +14,754        | 4        | 4        |
| 4        | 11 | Rubens Barrichello    | Jordan-Peugeot     | 72           | +55,131        | 6        | 3        |
| 5        | 2  | Eddie Irvine          | Ferrari            | 72           | +1:04,991      | 10       | 2        |
| 6        | 17 | Jos Verstappen        | Footwork-Hart      | 72           | +1:08,913      | 7        | 1        |
| 7        | 8  | David Coulthard       | McLaren-Mercedes   | 72           | +1:13,400      | 9        |          |
| 8        | 9  | Olivier Panis         | Ligier-Mugen-Honda | 72           | +1:14,295      | 12       |          |
| 9        | 14 | Johnny Herbert        | Sauber-Ford        | 71           | +1 kör         | 17       |          |
| 10       | 23 | Andrea Montermini     | Forti-Ford         | 69           | +3 kör         | 22       |          |
| Kiesett  | 4  | Gerhard Berger        | Benetton-Renault   | 56           | Felfüggesztés  | 5        |          |
| Kiesett  | 1  | Michael Schumacher    | Ferrari            | 46           | Törött szárny  | 2        |          |
| Kiesett  | 20 | Pedro Lamy            | Minardi-Ford       | 39           | Váltó          | 19       |          |
| Kiesett  | 19 | Mika Salo             | Tyrrell-Yamaha     | 36           | Szelep         | 16       |          |
| Kiesett  | 12 | Martin Brundle        | Jordan-Peugeot     | 34           | Baleset        | 15       |          |
| Kiesett  | 21 | Tarso Marques         | Minardi-Ford       | 33           | Baleset        | 14       |          |
| Kiesett  | 15 | Heinz-Harald Frentzen | Sauber-Ford        | 32           | Kipördült      | 11       |          |
| Kiesett  | 10 | Pedro Diniz           | Ligier-Mugen-Honda | 29           | Tűz            | 18       |          |
| Kiesett  | 18 | Katajama Ukjó         | Tyrrell-Yamaha     | 28           | Váltó          | 13       |          |
| Kiesett  | 16 | Ricardo Rosset        | Footwork-Hart      | 24           | Olajnyomás     | 20       |          |
| Kiesett  | 22 | Luca Badoer           | Forti-Ford         | 24           | Baleset        | 21       |          |
| Kiesett  | 7  | Mika Häkkinen         | McLaren-Mercedes   | 19           | Szelep         | 8        |          |

## A világbajnokság élmezőnyének állása a verseny után
| H  | Versenyzők         | Pont | H  | Konstruktőrök    | Pont |
| -- | ------------------ | ---- | -- | ---------------- | ---- |
| 1. | Damon Hill         | 30   | 1. | Williams-Renault | 42   |
| 2. | Jacques Villeneuve | 12   | 2. | Benetton-Renault | 13   |
| 3. | Jean Alesi         | 10   | 3. | Ferrari          | 10   |
| 4. | Eddie Irvine       | 6    | 4. | McLaren-Mercedes | 5    |
| 5. | Mika Häkkinen      | 5    | 5. | Tyrrell-Yamaha   | 3    |

## Statisztikák
Vezető helyen:
- Damon Hill: 72 (1-72)

Damon Hill 16. győzelme, 13. pole-pozíciója, Jean Alesi 3. leggyorsabb köre.
- Williams 86. győzelme.